# پرواز بادکنک قرمز
پرواز بادکنک قرمز (فرانسوی: Le voyage du ballon rouge‎) فیلمی در ژانر درام به کارگردانی هو شیائو-شین است که در سال ۲۰۰۷ منتشر شد. از بازیگران آن می‌توان به ژولیت بینوش اشاره کرد.
این فیلم به عنوان فیلم افتتاحیه در بخش نوعی نگاه جضنواره فیلم کن ۲۰۰۷ به نمایش درآمد. پرواز بادکنک قرمز برنده جایزه فیپرشی جشنواره سمینسی در سال ۲۰۰۷ شد.